# 개원
개원(開元, 713년 12월 ~ 741년)은 당나라(唐) 현종(玄宗) 이융기(李隆基)의 두번째 연호이다. 28년 1개월 동안 사용되었다.
개원이라는 연호에는 새로운 시작을 연다는 의미가 있으며, 당 왕조의 역사에서 개원 연간은 국가가 가장 전성기를 누렸던 시대로 평가받는다. 역사에서는 당 왕조의 전성기였던 개원 시대를 두고 개원성세(開元盛世), 또는 개원의 치라고도 부른다. 또한 개원통보(開元通寶)라는 이름의 금속 화폐가 발행되었다.

## 개원
- 선천(先天) 2년 12월 1일[1](713년 12월 22일)에 연호를 개원(開元)으로 개원함.[2][3][4][5]

- 개원(開元) 30년 1월 1일[6](742년 2월 10일)에 연호를 천보(天寶)로 개원함.[7][3][8][5]

## 주요 사건
- 선천 2년(713년) 12월 경인 초하루(12월 1일), 연호를 개원으로 고쳤다.
- 개원 원년(713년), 당 왕조는 하서구곡(河西九曲)의 땅을 토번으로 시집간 금성공주(金城公主)의 탕목읍(湯沐邑)으로 증여하는 형태로 토번에 넘겨주었다.
- 개원 2년(714년) 7월, 당의 장수 설눌(薛訥)이 이끄는 군이 거란(契丹)을 쳐서 난수곡(灤水谷)에서 패배시켰다.
- 개원 2년(714년), 8월과 10월 사이 토번이 당의 위원(渭源)을 거듭 쳐들어왔고, 당의 장수 설눌과 왕준(王晙)이 10월에 토번을 무가(武街)에서 크게 쳐부수고 장성보(長城堡)까지 추격해 다시 토번을 패배시켰다. 당의 장수 왕해빈(王海賓)이 이 싸움에서 전사하자 그의 어린 아들이 현종에게서 왕충사(王忠嗣)라는 이름을 받고 궁중에서 자라났으며, 훗날 당조의 명장이 됨.
- 개원 4년(716년) 7월, 돌궐의 카파간 카간이 토쿠즈 오구즈를 정벌하고 돌아오던 도중에 토쿠즈 오구즈의 병사에게 피살되다. 퀼테긴과 톤유쿡이 카파간 카간의 아들 이넬 카간을 죽이고 형을 카간으로 세우다(빌게 카간).
- 개원 4년(716년), 개원 3대 고승(三大士)의 한 사람인 선무외(善無畏)가 장안으로 오다.
- 개원 4년(716년) 12월, 요숭(姚崇)이 재상에서 물러나고 송경(宋璟)이 재상으로 임명되다.
- 개원 6년(718년), 중국에서 가장 오래 된 관변 서원인 여정수서원(麗正脩書院)을 창설하였다.
- 개원 8년(720년) 정월, 송경이 재상에서 파해지고 원건요(源乾曜)와 장가정(張嘉貞)이 재상이 되다.
- 개원 8년(720년), 개원 3대 고승으로 일컬어지는 금강지(金剛智)와 불공(不空)이 천축에서 장안으로 오다.
- 개원 10년(722년), 처음으로 모병제(募兵制)를 실시하다.
- 개원 15년(727년) 정월, 청해(淸海)에서 당과 토번이 전쟁을 벌이다.
- 개원 15년(727년) 10월, 과주(瓜州)에서 당과 토번이 전쟁을 벌이다.
- 개원 17년(729년) 3월, 당의 삭방절도사(朔方节度使) 신안왕(信安王) 의(禕)가 이끄는 군이 토번의 석보성(石堡城)을 쳐서 점령하다.
- 개원 18년(730년) 6월, 글안을 공격하기 시작하다(~20년 3월까지).
- 개원 20년(732년) 9월, 발해의 장군 장문휴가 이끄는 수군이 당의 등주(登州)를 공격, 자사 위준을 죽이다.
- 개원 20년(732년), 대당개원례(大唐開元禮)를 반포하다.
- 개원 21년(733년), 천하를 15도(道)로 나누다.
- 개원 22년(734년), 유주절도사(幽州節度使) 장수규(張守珪)가 글안을 쳐부수다. 훗날 글안에서 내란이 발생, 아관(牙官) 이과절(李過折)이 글안의 왕 굴렬(屈烈)과 권신 가돌간(可突干)을 습격해 죽이고는 무리를 거느리고 당에 투항, 당의 동북쪽 변경이 이후 차츰 안정되다.
- 개원 24년(736년), 장구령이 재상에서 파해지고 이임보(李林甫), 우선객(牛仙客)이 재상이 되다. 이임보가 전권을 휘두르게 되다.
- 개원 26년(738년), 남조(南詔)의 국왕 피라각(皮羅閣)을 운남왕(雲南王)으로 책봉하다. 남조는 이후 차츰 강대해져 대화성(大和城, 지금의 대리大理)에 도성을 짓고 당의 변경을 침략하기 시작하다.

## 연대 대조표
| 개원       | 원년       | 2년        | 3년        | 4년        | 5년        | 6년        | 7년        | 8년        | 9년        | 10년       |
| 서기(西紀) | 713년      | 714년      | 715년      | 716년      | 717년      | 718년      | 719년      | 720년      | 721년      | 722년      |
| 간지(干支) | 계축(癸丑) | 갑인(甲寅) | 을묘(乙卯) | 병진(丙辰) | 정사(丁巳) | 무오(戊午) | 기미(己未) | 경신(庚申) | 신유(辛酉) | 임술(壬戌) |
| 개원       | 11년       | 12년       | 13년       | 14년       | 15년       | 16년       | 17년       | 18년       | 19년       | 20년       |
| 서기(西紀) | 723년      | 724년      | 725년      | 726년      | 727년      | 728년      | 729년      | 730년      | 731년      | 732년      |
| 간지(干支) | 계해(癸亥) | 갑자(甲子) | 을축(乙丑) | 병인(丙寅) | 정묘(丁卯) | 무진(戊辰) | 기사(己巳) | 경오(庚午) | 신미(辛未) | 임신(壬申) |
| 개원       | 21년       | 22년       | 23년       | 24년       | 25년       | 26년       | 27년       | 28년       | 29년       |            |
| 서기(西紀) | 733년      | 734년      | 735년      | 736년      | 737년      | 738년      | 739년      | 740년      | 741년      |            |
| 간지(干支) | 계유(癸酉) | 갑술(甲戌) | 을해(乙亥) | 병자(丙子) | 정축(丁丑) | 무인(戊寅) | 기묘(己卯) | 경진(庚辰) | 신사(辛巳) |            |

## 동시대 연호

### 한국
발해(渤海)
- 인안(仁安) (719년 ~ 737년)
- 대흥(大興) (737년 ~ 793년)

### 일본
- 와도(和銅) (708년 ~ 715년)
- 레이키(靈龜) (715년 ~ 717년)
- 요로(養老) (717년 ~ 724년)
- 진키(神龜) (724년 ~ 729년)
- 덴표(天平) (729년 ~ 749년)

## 같이 보기
- 중국의 연호 목록